# Anaphalioides
Anaphalioides là một chi thực vật có hoa trong họ Cúc (Asteraceae).

## Loài
Chi Anaphalioides gồm các loài: